# گیورگی سانیکیدزه
گیورگی سانیکیدزه (به انگلیسی: Giorgi Sanikidze) فارغ‌التحصیل سال ۱۹۸۴ (دانشکده مطالعات شرقی) دانشگاه تفلیس است. او از سال ۱۹۸۶ تاکنون در مؤسسه مطالعات شرقی تسِرِتِلی (به انگلیسی: G. Tsereteli Institute of Oriental Studies) کار کرده‌است. او از سال ۱۹۹۶ تا ۲۰۰۲ رئیس دانشکده تاریخ کشورهای شرقی در مؤسسه آسیا و آفریقا در تفلیس بوده‌است. او مدرک کارشناسی خود را در سال ۱۹۹۰ و دکترای خود را در سال ۲۰۰۱ دریافت نمود. او در بیش از ۵۰ نشریه علمی (منتشر شده در ۹ کشور) نگاشته، همچنین چندین کتاب درسی و مقالات در مطبوعات گرجستان از وی چاپ گشته‌است. او در بیش از ۷۰ انجمن علمی شرکت کرده‌است. 

## جوایز
او در سال ۲۰۱۲ برای نگارش کتاب مذهب شیعه و دولت در ایران (به زبان گرجی) جایزه بین‌المللی فارابی را در زمینه مطالعات اسلامی و ایرانی (با حمایت یونسکو) دریافت کرد.

## علایق پژوهشی
تاریخ و سیاست کشورهای خاورمیانه (به ویژه ایران)؛ تعاملات گرجستان و قفقاز با کشورهای خاورمیانه؛ مشکلات مربوط به اسلام و جنبش‌های اسلامی؛ سؤال شرق‌شناسی و تعاملات شرق و غرب؛ تاریخ‌نگاری خاورمیانه.

## آثار
- Shi’ism and the State in Iran. Tbilisi: Universal, 2005.